# Live...In the Heart of the City
Live...In the Heart of the City uživo je album engleskog hard rock sastava Whitesnake,  objavljen 1980. godine. Na dvostrukom vinyl albumu i dvostrukom izdanju na kazeti nalazi se materijal snimljen 1978. i 1980. godine.
Strana 1 & 2 na vinyl izdanju snimane su u "Rolling Stones Mobile Studio" i "Hammersmith Odeon" od materijala sa svjetske turneje iz 1980 godine, a na stranama 3 & 4 s turneje iz 1978. godine i pjesme s albuma Live at Hammersmith koji je izašao za japansko tržište.

## Popis pjesama

### Prva ploča
Live in the Heart of the City (24. lipnja 1980.):

#### Prva strana
1. "Come on" (David Coverdale, Bernie Marsden) – 3:38
2. "Sweet Talker" (Coverdale, Marsden) – 4:16
3. "Walking in the Shadow of the Blues" (Coverdale, Marsden) – 5:00
4. "Love Hunter" (Coverdale, Micky Moody, Marsden) – 10:41

#### Druga strana
1. "Fool for Your Loving" (Coverdale, Moody, Marsden) – 4:58
2. "Ain't Gonna Cry No More" (Coverdale, Moody) – 6:21
3. "Ready an' Willing" (Coverdale, Moody, Neil Murray, Jon Lord, Ian Paice) – 4:46

### Druga ploča
Live at Hammersmith (23. studenog 1978.):

#### Prva strana
1. "Take Me with You"  (Coverdale, Moody) – 6:28
2. "Might Just Take Your Life" (Coverdale, Ritchie Blackmore, Lord, Paice) – 5:35
3. "Lie Down" (Coverdale, Moody) – 4:41
4. "Ain't No Love in the Heart of the City" (Michael Price, Dan Walsh) – 6:03

#### Druga strana
1. "Trouble" (Coverdale, Marsden) – 4:51
2. "Mistreated" (Coverdale, Blackmore) – 10:49

## Osoblje
- David Coverdale – vokali
- Micky Moody – gitara
- Bernie Marsden – gitara
- Jon Lord - klavijature
- Neil Murray – bas-gitara
- Ian Paice – bubnjevi
- Dave Dowle – bubnjevi u pjesmama 9, 10, 11, 12, 13, 14